# Filip Maurycy Marcinkowski
Filip Maurycy Marcinkowski, Philip Maurice Martin, Felipe Mauricio Martin (ur. 1785 w Warszawie, zm. 22 grudnia 1854 w Bogocie) – pułkownik południowoamerykański, marynarz brytyjski pochodzenia polskiego.
Urodził się w Warszawie. Uczęszczał do szkół w Anglii i od 1803 roku służył w brytyjskiej marynarce wojennej na okręcie HMS Victory. Brał na nim udział m.in. w bitwie pod Trafalgarem.
Prawdopodobnie w czasie pobytu w Anglii zmienił on lub jego rodzina nazwisko z Marcinkowskiego na Martin, gdyż już jako Felipe Mauricio Martin brał udział w wyprawie Mirandy do Wenezueli. Potem walczył razem z Simonem Bolivarem o wolność krajów Ameryki Łacińskiej. W 1815 roku został dowódcą kawalerii powstańczej oraz szefem ochotników europejskich. Odznaczył się zdobyciem hiszpańskiej twierdzy Cartagena.
Będąc w randze pułkownika (coronel) wycofał się z czynnej służby wojskowej w 1823 roku, gdyż „przybył walczyć za wolność, a nie w wojnie domowej”.
Zamieszkał w Bogocie, gdzie zmarł w 1854 roku.